# Rosas de Sarajevo

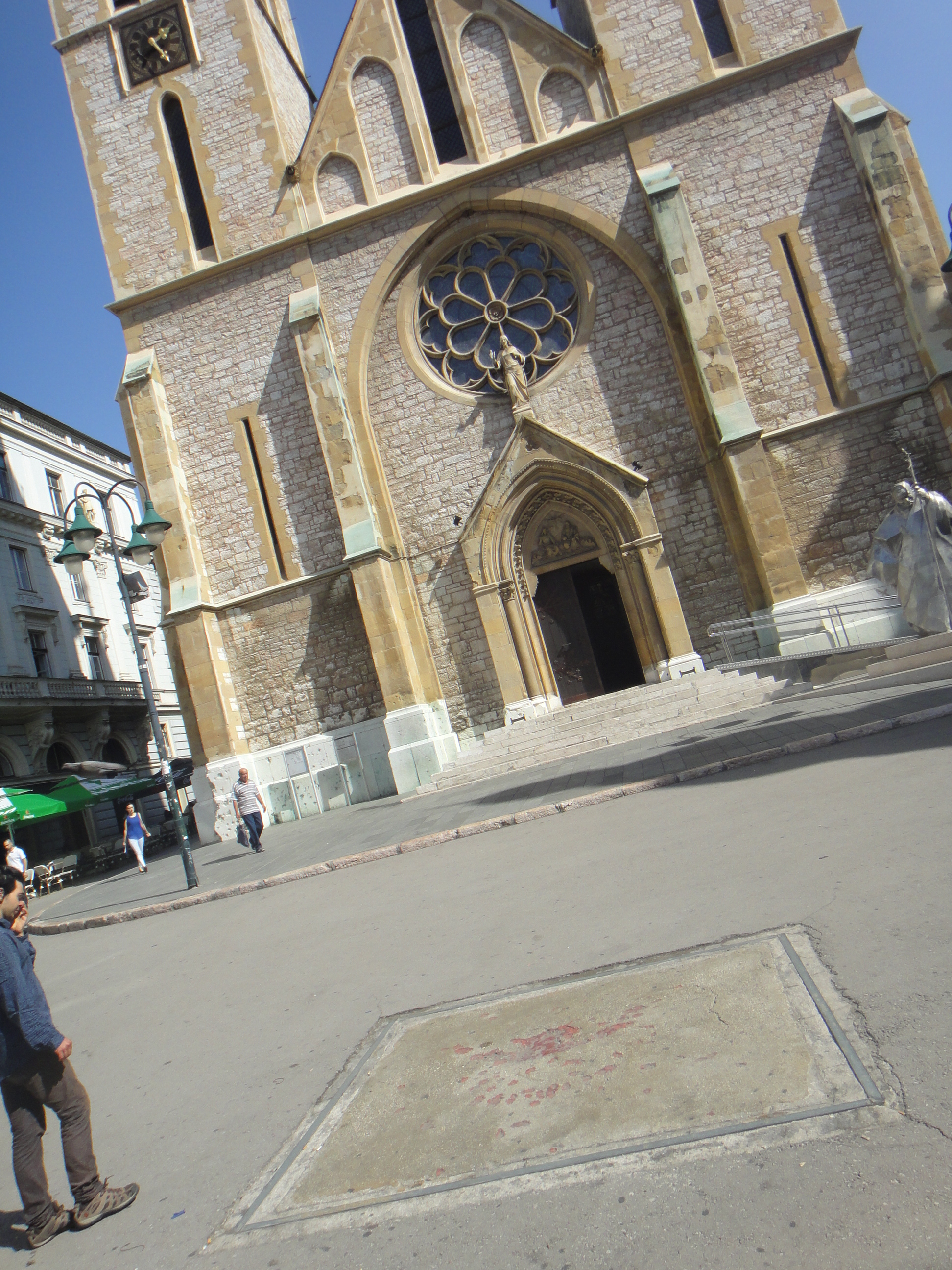
Una rosa de Sarajevo frente a la Catedral del Corazón de Jesús.

Las rosas de Sarajevo son marcas en el asfalto de las calles y veredas de Sarajevo, la capital de Bosnia y Herzegovina, causadas por la explosión de morteros y proyectiles durante el sitio de Sarajevo (1992-1995), que fueron rellenadas con resina roja en recuerdo de las víctimas fatales.
Las rosas de Sarajevo fueron perdiendo su color y quedaron de un tinte rosado, y por su forma se asemejan a rosas.
Hay numerosas Rosas por toda la ciudad, como en la peatonal Ferhadija frente a la Catedral y en el mercado Markale, donde hubo dos grandes matanzas en el asedio de Sarajevo, durante las Guerras Yugoslavas.
Con el avance del progreso y la reconstrucción de la ciudad, muchas Rosas de Sarajevo fueron desapareciendo.